# Тресков, Нильс
Нильс (Николас) Тресков (норв. Niels (Nicolas) Treschow; 1751 — 22 сентября 1833) — норвежский философ и политический деятель, один из основателей Университета Осло, активный член литературного клуба «Норвежское общество».

## Биография
Служил в Министерстве образования и церковных сношений 1814—1816, 1817—1819, 1820—1822 и 1823—1825. Он также являлся членом Городского совета Стокгольма. В 1925 году избран членом Шведской королевской академии наук. О политической деятельности Трескова на посту Министерства образования существуют весьма противоречивые воспоминания его современников. Так, епископ Петер Улевариус (англ. Peter Olivarius Bugge) считал Трескова совершенно некомпетентным.
Тресков стоял у истоков норвежской философской мысли. Написал ряд научных трудов, в том числе учебных пособий, по которым обучались студенты Университета Христиании. основание собственного норвежского университета стало своего рода символом независимости Норвегии от Дании. Являлся представителем эмпиризма. По духу ему были близки немецкие рационалисты (Лейбниц) и романтики (Шеллинг). Критически относился к Канту. Создал философское учение на основании полубиологической полуспиритуалиской идеи развития личности. Среди его учеников был и ставший впоследствии знаменитым немецким философом Хенрик Стеффенс.
Нильс Тресков также оставил след в норвежской литературе. Он прославился как поэт-сентименталист.

## Произведения
- «Forelsninger over den Kantiske philisophie» (1798)
- «Anthropologie» (Копенгаген, 1803)
- «Philosophiske Forsog» (1805)
- «Moral for Folk og Stat» (1810)
- «On the Nature of Phylosophy» (1811)
- «Elements of the Phylosophy» (1811)
- «Almindelig Logik» (1813)
- «Lovgivningsprinciper», 3 v., 1820—1823 — эссе об идеальном социалистическом государстве